# Calyptrosciadium
Calyptrosciadium är ett släkte i familjen flockblommiga växter. Släktet har två accepterade arter, Calyptrosciadium bungei och Calyptrosciadium rechingeri.